# David de la Cruz
David de la Cruz Melgarejo (* 6. května 1989) je španělský profesionální silniční cyklista jezdící za UCI ProTeam Q36.5 Pro Cycling Team.

## Kariéra
De la Cruz se narodil ve městě Sabadell. 28. srpna 2016 de la Cruz získal největší vítězství kariéry, když vyhrál devátou etapu Vuelty a España z úniku a získal vedení v celkovém pořadí a v kombinované soutěži. Závod nakonec dojel na celkovém 7. místě. Za tyto úspěchy byl zvolen nejúspěšnějším sportovcem svého rodného města Sabadell za rok 2016. Na Vueltě a España 2020 de la Cruz znovu získal celkové 7. místo a tento úspěch zopakoval i o rok později.

## Hlavní výsledky
2009
Vuelta a Castilla y León
9. místo celkově
2010
Vuelta a Castilla y León
9. místo celkově
2011
2. místo Toscana-Terra di Ciclismo
2012
Vuelta Asturias
2. místo celkově
Vuelta a Castilla y León
4. místo celkově
Volta a Portugal
5. místo celkově
 vítěz soutěže mladých jezdců
Vuelta a la Comunidad de Madrid
2014
Tour of California
10. místo celkově
2016
Vuelta a España
7. místo celkově
vítěz 9. etapy
lídr  po 9. etapě
lídr  po 9. etapě
2017
Paříž–Nice
vítěz 8. etapy
Vuelta a Burgos
3. místo celkově
Kolem Baskicka
4. místo celkově
vítěz 3. etapy
Volta a la Comunitat Valenciana
7. místo celkově
2018
Vuelta a Andalucía
vítěz 5. etapy (ITT)
Vuelta a Burgos
3. místo celkově
Paříž–Nice
9. místo celkově
vítěz 8. etapy
Kolem Baskicka
9. místo celkově
2019
Settimana Internazionale di Coppi e Bartali
5. místo celkově
Tour of Guangxi
8. místo celkově
Vuelta a Burgos
8. místo celkově
Vuelta a España
 cena bojovnosti po 8. etapě
2020
Critérium du Dauphiné
 vítěz vrchařské soutěže
Vuelta a España
7. místo celkově
Vuelta a Burgos
8. místo celkově
2021
Národní šampionát
2. místo časovka
Tour de Luxembourg
4. místo celkově
Vuelta a Burgos
5. místo celkově
Vuelta a España
7. místo celkově
2022
UAE Tour
10. místo celkově
Volta a la Comunitat Valenciana
10. místo celkově
2023
O Gran Camiño
8. místo celkově

### Výsledky na Grand Tours
| Grand Tour      | 2013 | 2014 | 2015 | 2016 | 2017 | 2018 | 2019 | 2020 | 2021 | 2022 | 2023 |
| --------------- | ---- | ---- | ---- | ---- | ---- | ---- | ---- | ---- | ---- | ---- | ---- |
| Giro d'Italia   | —    | —    | 34   | DNF  | —    | 56   | —    | —    | —    | DNF  | —    |
| Tour de France  | —    | DNF  | —    | —    | —    | —    | —    | 72   | —    | —    | DNF  |
| Vuelta a España | DNF  | —    | DNF  | 7    | DNF  | 15   | 66   | 7    | 7    | 21   | DNF  |

| —   | Nezúčastnil se |
| DNF | Nedokončil     |
| JS  | Jede se        |